# 水铁里站
水铁里站（：／ Sucheol-ri yeok */?）曾为韩国铁路京元线上的一个车站，位于玉水站和鹰峰站之间，已于1944年废止。

## 历史
- 1935年1月16日：开始使用[1]。
- 1944年3月31日：停用本站[2]。